# Violeta Bulcová
Violeta Bulcová (* 24. ledna 1964 Lublaň,SFRJ) je slovinská podnikatelka a politička ze Strany Mira Cerara. Po úspěchu této strany ve volbách byla 19. září 2014 jmenována ministryní bez portfeje ve vládě Mira Cerara a krátce poté byla 10. října navržena do Junckerovy komise za Slovinsko náhradou za Alenku Bratušekovou, jejíž nominaci odmítli v hlasování poslanci Evropského parlamentu.
Premiér Miro Cerar ji jako kandidátku do Evropské komise prosadil údajně přes odpor koaličních partnerů. Původně se předpokládalo, že bude místo Bratušekové kandidátkou na stejnou funkci – evropským komisařem pro energii, ale Jean-Claude Juncker po výměně slovinské kandidátky tuto funkci nechal slovenskému kandidátovi Marošovi Šefčovičovi a na Bulcovou naopak připadla funkce eurokomisařky pro dopravu a vesmír. Na rozdíl od Bratušekové ji Evropský parlament přijal.